# Oecetis setifera
Oecetis setifera är en nattsländeart som beskrevs av Georg Ulmer 1922. Oecetis setifera ingår i släktet Oecetis och familjen långhornssländor. Inga underarter finns listade i Catalogue of Life.